# Akzelerator
Der Akzelerator (lat. accelerator „Beschleuniger“) ist in der Volkswirtschaftslehre eine Kennziffer, die ausdrückt, in welchem Maße eine bestimmte Veränderung der gesamtwirtschaftlichen Nachfrage zu einem bestimmten Investitionsvolumen führt.

## Überblick
Der Akzelerator-Prozess ist neben dem Multiplikator-Prozess der wichtigste Mechanismus, durch den es zu einem Aufschaukeln wirtschaftlicher Impulse kommen kann. Erhöht sich beispielsweise in der Konjunkturphase die Konsumnachfrage um einen bestimmten Betrag, versuchen die Unternehmen ihre Produktionskapazitäten zu erhöhen, indem sie in einem bestimmten Umfang investieren, der umso größer ist, je größer die Nachfrageerhöhung ausgefallen ist. Dadurch steigt die Investitionsnachfrage, sodass die Gesamtnachfrage, die sich aus Konsum- und Investitionsnachfrage zusammensetzt, nochmal steigt, was per Akzelerator wiederum ein bestimmtes Investitionsvolumen auslöst.
Der Akzelerator wirkt allerdings entsprechend im Abschwung. Zusammen mit dem Multiplikator kann er im Rahmen des Samuelson-Hicks-Modells (konjunkturtheoretische Variante des Harrod-Domar-Modells: Multiplikator-Akzelerator-Modell) zu Konjunkturschwankungen führen. Je nach Größe des Akzelerators und des Multiplikators kann es dazu kommen, dass die wirtschaftliche Entwicklung
- stetig wächst
- stetig schrumpft
- explosiv schwingt (um einen Gleichgewichtspfad schwingt mit immer größeren Amplituden)
- gedämpft schwingt (sich also allmählich dem Gleichgewichtspfad annähert)
- oder im Grenzfall eine konstante Schwingung aufweist.

## Geschichte
Das Akzeleratorprinzip wurde bereits von den Ökonomen Albert Aftalion und Arthur Spiethoff beschrieben.
Roy F. Harrod und Evsey D. Domar hielten explosive Entwicklungen für möglich.
Weitere keynesianisch geprägte Modelle lieferten Paul A. Samuelson und John Richard Hicks (Multiplikator-Akzelerator-Modell).

## Investitionsfunktion mit Akzelerator (diskrete Zeit)
Die Investitionsfunktion mit Akzelerator stellt sich wie folgt dar:
Verzögerung um eine Periode: 
{\displaystyle I_{t}=v\cdot (Y_{t-1}-Y_{t-2})},
unverzögert: 
{\displaystyle I_{t}=v\cdot (Y_{t}-Y_{t-1})}, wobei
- {\displaystyle I}: Investitionen,
- {\displaystyle Y}: Produktion und
- {\displaystyle v}: Akzelerator.

Der neue Kapitalstock ergibt sich dabei, indem man dem alten Kapitalstock zu Beginn der Periode die Investitionen der laufenden Periode hinzuzählt:
{\displaystyle K_{t+1}=K_{t}+I_{t}}

## Investitionsfunktion mit Akzelerator (stetige Zeit)
Die Investitionsfunktion mit Akzelerator ergibt sich wie folgt:
Geht man von diskreten Zeitperioden auf infinitesimal kleine Zeitabschnitte über, dann erhält man die stetige Fassung der Akzeleratorgleichung:
{\displaystyle I=v\cdot {\dot {Y}}}.
Der Zuwachs des Kapitalstocks ist dabei wieder gleich den Investitionen:
{\displaystyle {\dot {K}}=I}.

## Anpassung an gewünschten Kapitalstock
Das Akzeleratorprinzip lässt sich auch deuten als ein Investitionsverhalten, bei dem die Unternehmen versuchen, den tatsächlichen Umfang des Kapitalstocks K an einen gewünschten Wert heranzuführen. Es wird soviel investiert, dass der alte Kapitalstock {\displaystyle K_{t}} zuzüglich der Investitionen {\displaystyle I_{t}} in der nächsten Periode t+1 gleich dem gewünschten Kapitalstock ist. Dabei sei der gewünschte Kapitalstock gleich einem bestimmten Vielfachen v der Produktion Y, wobei sich die Unternehmen an der Vorperiode orientieren:
Gewünschter Kapitalstock: 
{\displaystyle K_{t+1}=v\cdot Y_{t}}.
Der neue Kapitalstock ergibt sich aus dem alten Kapitalstock zuzüglich der Investitionen:
{\displaystyle K_{t+1}=K_{t}+I_{t}}
oder
{\displaystyle I_{t}=K_{t+1}-K_{t}=v\cdot Y_{t}-v\cdot Y_{t-1}=v\cdot (Y_{t}-Y_{t-1})}.
Dies entspricht der Akzeleratorfunktion (ohne zeitliche Verzögerung).
Auf Grundlage solcher Akzeleratorfunktionen können die Investitionen ökonometrisch geschätzt werden.